# USCGC Alex Haley
L'USCGC Alex Haley (WMEC-39) è un cutter della Guardia Costiera degli Stati Uniti d'America ed ex unità della Marina degli Stati Uniti che venne rimesso in servizio per il servizio di cutter della Guardia Costiera il 10 luglio 1999. Entrò in servizio per la prima volta come USS Edenton (ATS-1), una nave di classe Edenton e nave di salvataggio e salvataggio il 23 gennaio 1971. Nel 1995, l'Edenton vinse il Marjorie Sterrett Battleship Fund Award per la Flotta dell'Atlantico.
La conversione da una nave di salvataggio a un cutter della Guardia Costiera comportò la rimozione della macchina da traino di poppa, della gru anteriore e del telaio ad A, e l'installazione di un ponte di volo, un hangar retrattile e un radar di ricerca aerea. Inoltre, i suoi quattro vecchi motori Diesel Paxman furono sostituiti con quattro Diesel Caterpillar a 16 cilindri.
Il cutter prende il nome dall'autore e giornalista Alex Haley, il primo capo giornalista della Guardia Costiera, il primo afroamericano a raggiungere il grado di sottufficiale capo e autore vincitore del Premio Pulitzer di Roots: The Saga of an American Family. Haley prestò servizio nella Guardia Costiera per 20 anni.
L'attuale porto di registrazione della nave è Kodiak, in Alaska, presso la base della guardia costiera di Kodiak, da dove svolge le sue missioni primarie di applicazione della legge sulla pesca e ricerca e soccorso.

## Nella cultura di massa
- Nel romanzo del 2007 The Arctic Event di Robert Ludlum di James H. Cobb, Alex Haley è la nave che porta gli eroi sull'isola dove un Tu-4 carico di antrace si schiantò durante la Guerra Fredda.[1]
- Nel romanzo del 2016 Goliath di Shawn Corridan e Gary Waid, Alex Haley e il USCGC Dauntless sono i due cutter della Guardia Costiera che rispondono all'incendio a bordo e al successivo incaglio di un ULCC russo.[2]